# Chiesa di San Martino (Corrubbio)
La chiesa di San Martino è un edificio religioso cattolica situato a Corrubbio di San Pietro in Cariano, in provincia di Verona. Dipende dalla parrocchia di Castelrotto.
San Martino ha origini molto antiche. L'attuale costruzione viene fatta risalire ai primi decenni del XII secolo, tuttavia alcune parti sembrano essere precedenti: la parete nord, in particolare, presenta un lacerto di affresco collocabile nella prima metà del X secolo. Anche la stessa intitolazione al santo-guerriero Martino di Tours ne rimanderebbe la fondazione all'epoca longobarda.
Fu probabilmente ricostruita dopo il Terremoto di Verona del 1117.
Nonostante le ridotte dimensioni, l'architettura dell'edificio rivela strette analogie con quella della pieve di San Floriano. Costituito da una sola navata con tetto a capriate lignee e facciata a capanna, nel corso dei secoli ha subito numerose trasformazioni, e in particolare nel 1478, quando gli fu addossata nel lato sud, da parte dei conti Banda, una cappella dedicata a San Rocco come voto in occasione di un'epidemia di peste.
Nel settembre del 1741 la chiesa di San Martino subì il rialzo di un paio di metri delle strutture murarie, allo scopo di ridurne il divario d'altezza rispetto alla cappella quattrocentesca.
Interessante è pure il campanile, la cui parte inferiore è certamente coeva alla primitiva costruzione di San Martino, mentre la parte più alta (cella campanaria e cuspide) è da ritenersi coeva alla costruzione della Cappella di San Rocco.
La chiesa di San Martino è importante anche nel campo della pittura medioevale della Valpolicella, visti i numerosi affreschi due-trecenteschi che ancor oggi ne adornano le pareti, alcuni dei quali attribuiti al pittore Maestro Cicogna e datati 1300.
Nel 1945 il tetto dell'edificio crollò a seguito dell'esplosione di una polveriera, situata sul monte Sausto, fatta saltare dai tedeschi in fuga (strage di Corrubbio). Il complesso fu oggetto di un intervento di ripristino da parte di Piero Gazzola.